# Messerschmitt Bf 110
El Messerschmitt Bf 110 (a menudo llamado erróneamente Me 110) fue un caza pesado bimotor alemán (o Zerstörer, «destructor» en alemán) utilizado en la Segunda Guerra Mundial. Hermann Göring, comandante supremo de la Luftwaffe, fue un defensor del Bf 110 y apodó a las unidades de estos aviones como sus Eisenseiten (en alemán literalmente 'paredes', 'costados de hierro', 'hombres valientes'). Aunque ya habían comenzado a trabajar en el desarrollo de un reemplazo para el Bf 110 antes del estallido de la guerra, el Messerschmitt Me 210 y sus problemas iniciales provocaron que el Bf 110 sirviera hasta el final del conflicto en diversas tareas, junto a sus reemplazos, el Me 210 y el Me 410.
El Bf 110 sirvió con éxito en las primeras campañas: la Polaca, la Noruega y en la batalla de Francia. La falta de agilidad en el aire del Bf 110 era su principal debilidad. Este defecto quedó evidenciado durante la batalla de Inglaterra, cuando algunas unidades equipadas con aviones Bf 110 fueron retiradas después de sufrir grandes pérdidas y desplegadas de nuevo como cazas nocturnos, una función a la que el avión se adaptó muy bien. El Bf 110 disfrutó de un período exitoso después de la Batalla de Inglaterra como caza de superioridad aérea y avión de ataque en otros frentes. Durante la campaña de los Balcanes, la campaña del Norte de África y en el Frente Oriental, prestó un valioso apoyo aéreo a las tropas terrestres del ejército alemán como un potente cazabombardero (Jagdbomber-Jabo). Después, fue desarrollado en un formidable caza nocturno, convirtiéndose en el principal avión de operaciones nocturnas de la Luftwaffe. La mayoría de los ases alemanes de caza nocturna pilotaron el Bf 110 en algún momento de sus carreras de combate, y el mayor as de caza nocturna de todos los tiempos, el mayor Heinz-Wolfgang Schnaufer, pilotó este modelo exclusivamente y tiene atribuidas 121 victorias en 164 misiones de combate.

## Diseño y desarrollo
El Messerschmitt Bf 110 fue la propuesta de la compañía a un requerimiento del RLM (Ministerio del Aire) y la Luftwaffe para un caza bimotor, para el que Focke-Wulf y Henschel también prepararon diseños. La misión primaria sería la de caza pesado, pero se estipuló también la capacidad de ser utilizado como bombardero rápido. Algunos cambios en el pliego de condiciones para el caza condujeron a que Messerschmitt quedase como único candidato, y el primero de los tres prototipos efectuó su vuelo inaugural desde Augsburgo-Haunstetten (Augsburgo) el 12 de mayo de 1936, con Rudolf Opitz a los mandos.
Los dos motores lineales Daimler-Benz DB 600A de 1000 CV demostraron ser poco fiables, pero durante las pruebas se alcanzó una velocidad de 505 km/h a 3175 m de altitud y las prestaciones generales se consideraron razonables.
Los continuos fallos en los motores que aquejaron a los tres prototipos no impidieron la construcción de un primer lote de preproducción de aviones Bf 110A-0 con plantas motrices mucho más seguras, Junkers Jumo 210Da de 670 CV, que naturalmente rebajaron las prestaciones.
La larga espera de los nuevos DB 601A de inyección directa retrasó seriamente el programa; después de completar el cuarto avión de preproducción en marzo de 1938, la compañía cambió al Bf 110B, una versión revisada provista de dos cañones de 20 mm en adición de las cuatro ametralladoras del Bf 110A-0, construyendo un total de 45 aviones de la nueva variante con motores Jumo. En ellos estaban incluidos los Bf 110B-1, los Bf 110B-2 equipados con cámaras y unos cuantos Bf 110B-3, modificaciones de B-1 como biplazas de entrenamiento.
La disponibilidad de los motores DB 601A condujo a la introducción del Bf 110C, inicialmente como diez aviones de preproducción Bf 110C-0 entregados para evaluación en enero de 1939 y seguidos rápidamente por los primeros Bf 110C-1 de serie. Al crecer la producción, Focke-Wulf y Gotha se asociaron al programa. 
Basado en el concepto de Zerstörer o caza destructor de larga distancia, el nuevo caza demostró su capacidad durante la campaña polaca, y en diciembre de 1939 confirmó su valía como destructor de bombarderos al derribar 9 de 22 Vickers Wellington en una misión sobre la bahía de Heligoland.
A partir de ese momento se le asignó prioridad para la fabricación, por lo que a finales de 1939 se habían entregado 315 ejemplares y durante 1940 el ritmo de fabricación promedió los 102 mensuales.
No obstante, en 1940 el Bf 110 comenzó a encontrar una creciente oposición por parte de cazas monomotores modernos, y por primera vez se halló en condiciones de inferioridad para contrarrestar la maniobrabilidad de los Morane-Saulnier MS 406, Dewoitine D.520, Hawker Hurricane y Supermarine Spitfire; con sólo una ametralladora de tiro trasero, el Bf 110 era incapaz de defenderse adecuadamente y desde el principio de la Batalla de Inglaterra las unidades de caza pesada comenzaron a sufrir serias pérdidas.
El tipo fue relegado temporalmente a misiones de reconocimiento y bombardero, pero en el invierno de 1940-41 encontró su auténtica dimensión al ser utilizado como caza nocturno.
El Messerschmitt Bf 110  tuvo un buen desempeño en los inicios de la Operación Barbarroja, a pesar de que tan solo se destinaron 207 aparatos, agrupados en los grupos I-II./ZG 26. Operaron apoyando el Grupo de Ejércitos Centro en dirección a Leningrado (Actual San Petersburgo), destruyendo 97 aparatos enemigos en el aire y unos 740 en tierra, más 148 blindados.

### Caza nocturno

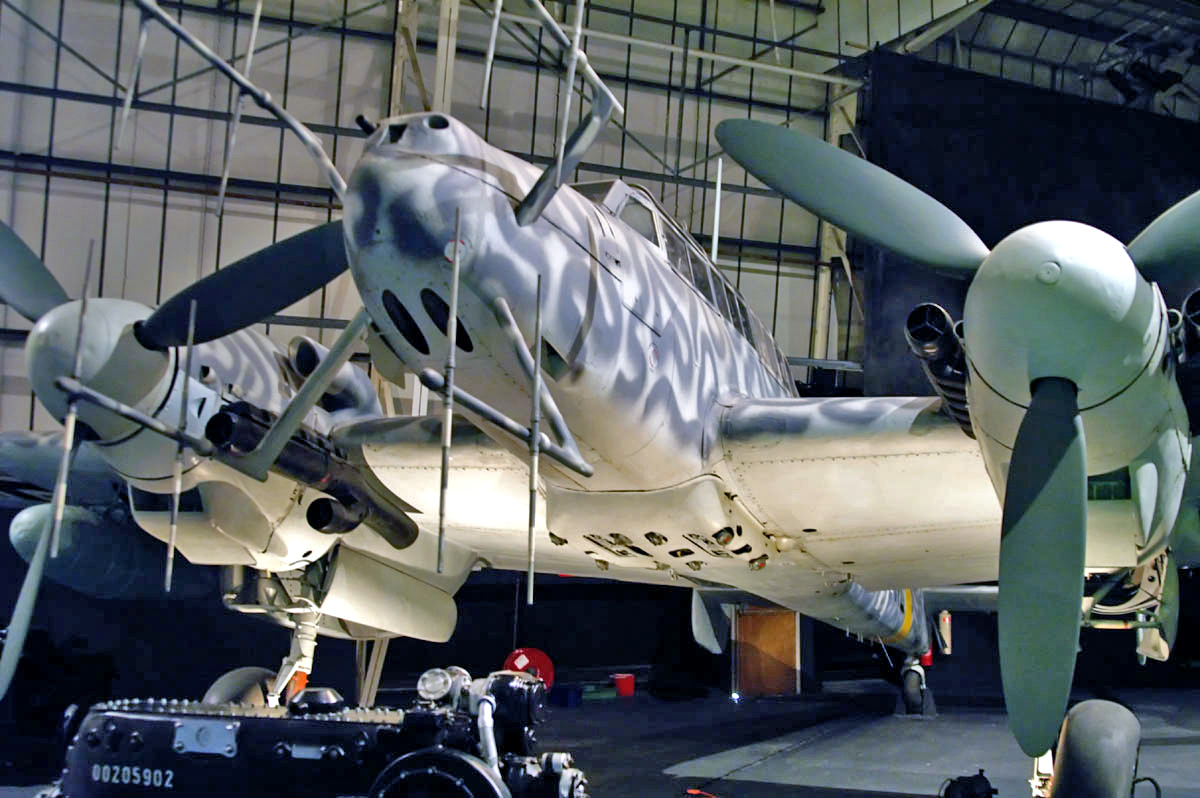
Caza nocturno Bf 110 G-4 en el Museo de la RAF de Londres.

Inicialmente, los cazas nocturnos Bf 110 no contaban con equipo especializado, teniendo que confiar sus tripulaciones en su agudeza visual para interceptar a los bombarderos enemigos.

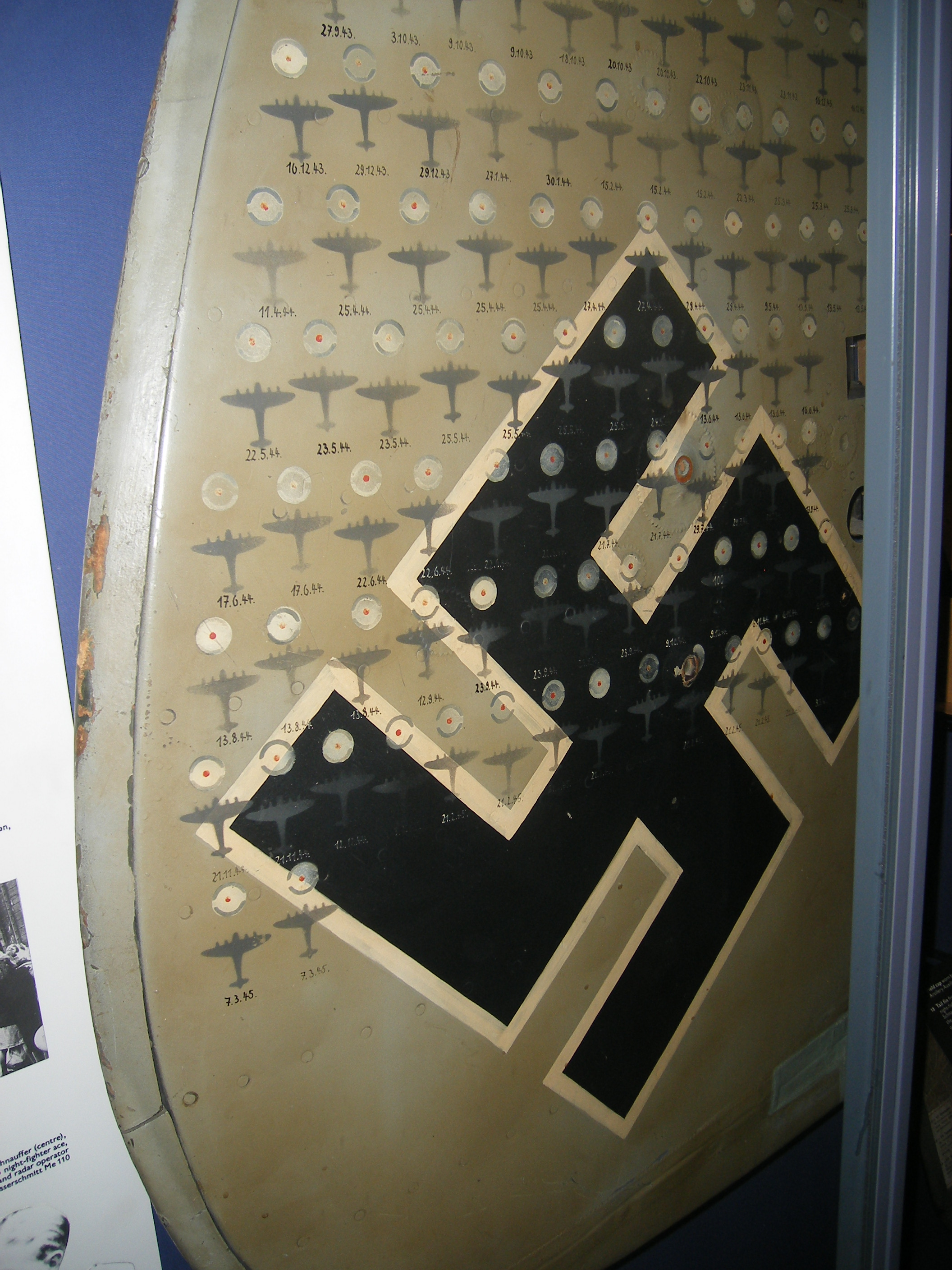
Estabilizador vertical del caza nocturno Bf 110 de Heinz-Wolfgang Schnaufer. Tiene marcadas sus 121 victorias.

Una primera ayuda fue el sensor infrarrojo Spanner-Angale embarcado en los Bf 110D-1/U-1, que fueron un auténtico fracaso, pero a partir de mediados de 1941 comenzó a organizarse adecuadamente la intercepción controlada desde tierra, con los radares AN.Freya (FuMG 80) y Würzburg FuMG 62, aumentando considerablemente los éxitos de las unidades del Bf 110. Doce meses más tarde serían equipados con radar de intercepción aérea Telefunken FuG 202 LichtensteinBC y en el otoño de 1942 la mayoría de los cazas nocturnos alemanes estaban dotados con alguna versión de esta ayuda.
A mediados de 1943, la RAF contrarrestó esta capacidad al introducir las primeras contramedidas, unas simples tiras de aluminio denominadas "Window" que permitieron una cierta ascendencia sobre los Bf 110 durante seis meses, hasta que éstos fueron equipados con radares más avanzados como el Lichtenstein SN-2 (FuG 220), que no eran perturbados por las "Window".
A principios de 1944, la fuerza de caza nocturna alemana estaba en la cima de su capacidad y contaba con unos 320 Bf 110, que representaban casi un 60% del total de cazas nocturnos disponibles para la defensa del Reich.
Un año después entraron en servicio cazas nocturnos más avanzados, como el Junkers Ju 88C-6b y Ju 88G-1, y sólo quedaron 150 Bf 110 encuadrados en grupos de caza nocturna que comenzaron a disminuir rápidamente en su efectividad al aumentar las deficiencias en el suministro de combustible y repuestos. 
Después de la Batalla de Inglaterra, las unidades Bf 110 fueron trasladadas a los teatros de operaciones de África del Norte, Mediterráneo, Balcanes y la URSS. La producción de este avión bajó en 1941, pero estuvo nuevamente en alza debido a los retrasos en la producción de su reemplazo, el Me 210. Aunque este avión entró en servicio a mediados de 1941, su distribución y logística se realizó más adelante, así como también el Me 410; la falta de estos aviones hicieron que los Bf 110 fueran requeridos. En 1944, la producción se aceleró ante la evidente falta de estos modelos.

### Armamento
Las versiones más tempranas tenían cuatro ametralladoras MG 17 en la parte superior del morro y dos cañones Oerlikon MG FF/M de 20 mm ubicados en la parte inferior. Versiones posteriores reemplazan los MG FF/M por los más poderosos cañones MG 151/20 de 20 mm, además de otras series que montaban los cañones MK 108 en lugar de las MG 17. El armamento defensivo consistía en una simple y flexible ametralladora MG 15. Las versiones F y G contaron con ametralladoras mejoradas, como las MG 81 de 7,92 mm y las MG81Z .

## Variantes

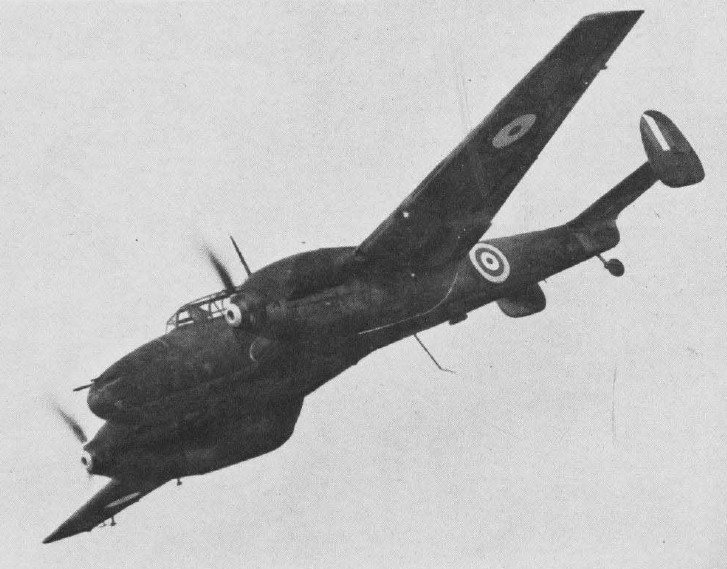
Bf 110C-4, RAF Inglaterra.

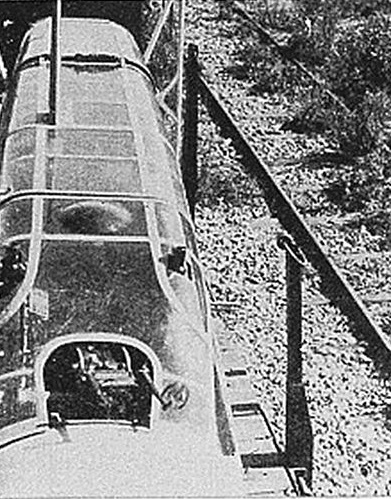
Messerschmitt Bf 110G con Schräge Musik de cañones gemelos.

Bf 110A-0
Designación de cuatro aviones de preproducción con motores Junkers Jumo 210B.
Bf 110B
Versión inicial de producción, fabricada en las subvariantes Bf 110B-0 a Bf 110B-2, siendo el Bf 110 B-3 una transformación de un avión anterior.
Bf 110C
Versión de producción con motores Daimler-Benz DB 601A de inyección directa; construida en subvariantes desde Bf 110C-0 a Bf 110C-7, siendo la C-4 de cazabombardeo y la C-5 de reconocimiento.
Bf 110D
Versión de producción fabricada en subvariantes Bf 110D-0 a Bf 110D-3, incluyendo la Bf 110D-2 cazabombardero de largo alcance y la Bf 110D-3 de escolta de convoyes.
Bf 110E
Versión de producción, construida en subvariantes desde Bf 110E-0 a Bf 110E-3, siendo la Bf 110E-1 y E-2 de cazabombardeo o caza nocturna y la Bf 110E-3 de reconocimiento de largo alcance.
Bf 110F
Versión de caza nocturno similar a la Bf 110E; sus principales características son la inclusión de dos motores Daimler-Benz DB 601F de 1350 CV, cuatro ametralladoras MG 17 de 7,92 mm y dos cañones MG 151/20 de 20 mm.
Bf 110F-1
Versión caza-bombardero.
Bf 110F-2
Versión con mayor alcance, usado contra bombarderos aliados superpesados.
Bf 110F-3
Versión de reconocimiento de largo alcance.
Bf 110F-4
Primera versión realmente diseñada para como caza nocturno (3 tripulantes).
Bf 110G
Una serie F mejorada, con dos motores de 1475 CV (1100 kW) Daimler-Benz DB 605B y las derivas posteriores aumentadas en tamaño.
Bf 110G-1
No construido.
Bf 110G-2
Caza Bombardero, bombardero rápido, destructor, usado contra bombarderos aliados superpesados, a menudo equipado con cohetes.
Bf 110G-3
Versión de reconocimiento de largo alcance.
Bf 110G-4
Caza nocturno, utiliza el sistema de radar FuG 220 Lichtenstein, Schräge Musik opcional montados en la mitad de la cabina, sobresaliendo apenas de la superficie vidriada y depósitos de combustible adicionales.
Bf 110H
Versión final de producción, básicamente similar al Bf 110G; construida en subvariantes hasta Bf 110H-4.

## Operadores
Alemania
- Luftwaffe

 Hungría
- Real Fuerza Aérea Húngara

 Italia
- Regia Aeronautica

 Rumania
- Real Fuerza Aérea Rumana

 Unión Soviética

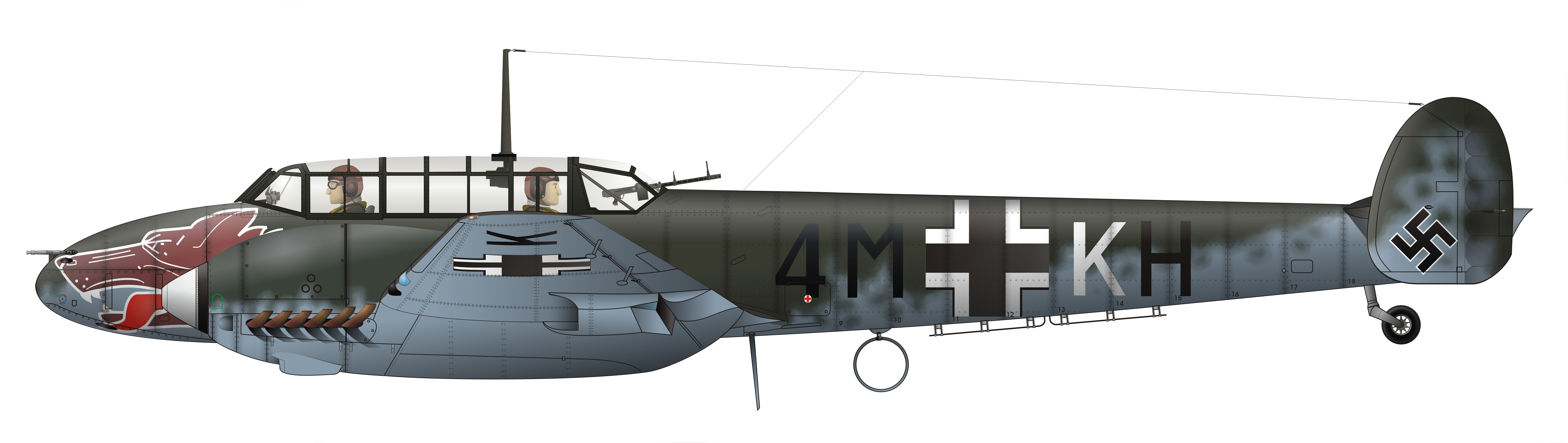
Bf 110 E-1, Zerstörer-Ergänzungsgruppe, Deblin-Irena (Polonia 1942).

- La Fuerza Aérea Soviética operó unos cuantos Bf 110 capturados.[7]

## Datos adicionales
- Como anécdota, cabe destacar que Rudolf Hess, jerarca nazi y piloto en la Primera Guerra Mundial, utilizó un Bf 110 en su vuelo secreto a Inglaterra para contactar con el duque de Hamilton.
- Reinhard Heydrich, SS-Obergruppenführer, fue un avezado piloto de Bf 110 (y Bf 109), y participó en misiones sobre Francia y la Unión Soviética, además de realizar vuelos de reconocimiento sobre Escocia e Inglaterra.[8]

## Especificaciones

### Características generales
- Tripulación: 2 (piloto y artillero dorsal), 3 (+ operador de radio) en las versiones de caza nocturno.
- Longitud: 12,3 m
- Envergadura: 16,3 m
- Altura: 3,3 m
- Superficie alar: 38,8 m²
- Peso vacío: 4500 kg
- Peso cargado: 6700 kg
- Planta motriz: 2× Daimler-Benz DB 601B-1 Motor V12 invertido refrigerado por líquido.
  - Potencia: 809 kW (1085 HP; 1100 CV) cada uno.
- Hélices: 1× tripala por motor.

### Rendimiento
- Velocidad máxima operativa (Vno): 560 km/h (348 MPH; 302 kt)
- Alcance: 2410 km (1301 nmi; 1498 mi)
- Alcance en ferry: 2800 m (9186 ft)
- Techo de vuelo: 10 500 m (34 449 ft)
- Carga alar: 173 kg/m²
- Potencia/peso: 0,3644 kW/kg

### Armamento
- Ametralladoras: 

  - 4× MG 17 de 7,92 mm en el morro, con 1000 proyectiles cada una
  - 1× MG 15 de 7,92 mm en afuste móvil de la cabina trasera para el artillero dorsal

- Cañones: 

  - 2x MG FF/M de 20 mm en el morro, con 180 proyectiles (3 tambores de 60, recargados por el artillero dorsal u operador de radio durante el vuelo)

### Bf 110G-2
Referencia datos: Messerschmitt BF 110/Me 210/Me 410: An Illustrated History

### Características generales
- Tripulación: 2 (piloto y artillero dorsal), 3 (+ operador de radio) en las versiones de caza nocturna
- Longitud: 12,3 m
- Envergadura: 16,3 m
- Altura: 3,3 m
- Superficie alar: 38,8 m²
- Peso cargado: 7790 kg
- Planta motriz: 2× Motor V12 invertido refrigerado por líquido Daimler-Benz DB 605B.
  - Potencia: 1085 kW (1455 HP; 1475 CV) cada uno.
- Hélices: 1× tripala por motor.

### Rendimiento
- Velocidad máxima operativa (Vno): 595 km/h (370 MPH; 321 kt)
- Alcance: 900 km (486 nmi; 559 mi) , 1300 km con depósitos de combustible auxiliares
- Techo de vuelo: 11 000 m (36 089 ft)
- Régimen de ascenso: 8 min a 6000 m
- Carga alar: 243 kg/m²

### Armamento
- Ametralladoras: 

  - 4× MG 17 de 7,92 mm en el morro, con 1000 proyectiles cada una
  - 1× ametralladora doble MG 81Z en afuste móvil de la cabina trasera para el artillero dorsal, con 850 proyectiles cada una

- Cañones: 

  - 2x MG 151 de 20 mm en el morro, con 750 proyectiles (350 + 400)

## Aeronaves relacionadas

### Desarrollos relacionados
- Messerschmitt Me 210
- Messerschmitt Me 410

### Aeronaves similares
- Focke-Wulf Fw 187 Falke
- Lockheed P-38 Lightning
- Kawasaki Ki-45
- Nakajima J1N
- Fokker G.I
- PZL.38 Wilk
- Bristol Beaufighter
- de Havilland Mosquito
- Westland Whirlwind
- Petlyakov Pe-2

### Secuencias de designación
- Sistema de designación aeronaves del RLM: ← Kl 107 - Bf 108 - Bf 109 - Bf 110 - He 111 - He 112 - He 113 →